# Charlotte Bauer
Charlotte Amalie Bauer, född Weyle 21 september 1800, död 16 mars 1882 i Köpenhamn, var en dansk balettdansös vid Det Kongelige Teater i Köpenhamn.
Charlotte Bauer var dotter till Hans Jørgen Weyle, en medlem av baletten, och studerade dans som elev till Pierre Jean Laurent och August Bournonville. Hon kom till Det Kongelige Teater i Köpenhamn redan som sexåring, 1806, och debuterade troligen år 1812. Hon gifte sig med skådespelaren Johan Daniel Bauer 1823. 
Bauer var engagerad vid teatern fram till 1836. Hon beskrevs av Thomas Overskou som: 
"en ung Pige, hvis Dans og Attituder vakte meget Bifald, og som i en høj, rank og smukt bygget Figur, levende Øjne og et udtryksfuldt Ansigt havde mange gode Evner for mimisk Fremstilling".
I äktenskapet födde hon fem barn. En av hennes söner, Richard William Bauer, född 1828, kom att bli sjöofficer i den danska flottan.